# فرودگاه کانکوردیا
فرودگاه کانکوردیا (به انگلیسی: Concórdia Airport) (به زبان بومی: Aeroporto Olavo Cecco Rigon) یک فرودگاه همگانی مسافربری با کد یاتا CCI است که یک باند فرود آسفالت دارد و طول باند آن ۱۴۸۰ متر است. این فرودگاه در کشور برزیل قرار دارد و در ارتفاع ۷۵۰ متری از سطح دریا واقع شده‌است.